# بوئینگ ایکس‌پی-۷
بوئینگ ایکس‌پی-۷ (به انگلیسی: Boeing XP-7) یک هواپیمای ساختِ بوئینگ در کشور ایالات متحده آمریکا است. نخستین استفاده‌کنندهٔ این هواپیما تفنگداران هوایی ارتش ایالات متحده آمریکا بوده‌است. این هواپیما در ۱ سپتامبر ۱۹۲۸ میلادی نخستین پرواز خود را انجام داد.